# La anguila
La anguila (うなぎ unagi?, anguila) es una película japonesa dirigida por Shohei Imamura y estrenada en 1997. La cinta recibió la Palma de Oro en el Festival de Cannes de 1997.

## Argumento
Advertido por una carta anónima, Takuro Yamashita regresa a su casa temprano de pescar, encuentra a su esposa manteniendo relaciones sexuales con otro hombre y la asesina. Por el crimen es condenado a prisión. Ocho años más tarde, se le concede la libertad condicional. Tiene idea de abrir una peluquería, en un rincón perdido de la región de Tokio. Rehaciendo un antiguo caserón con sus propias manos, Yamashita consigue dar cuerpo a su objetivo, y el salón abre rápidamente. Poco tiempo después, salva, completamente por casualidad, la vida de una joven tras una tentativa de suicidio. Ella le pedirá trabajar a su lado. A pesar de su aprehensión, Yamashita aceptará, y la joven aportará a la austera peluquería ese toque de alegría y de feminidad que faltaba. Yamashita seguirá sin embargo recluido en su mutismo, no confiando más que en una anguila, recogida cuando estaba en la cárcel.

## Reparto
- Kōji Yakusho como Takuro Yamashita.
- Misa Shimizu como Keiko Hattori.
- Mitsuko Baisho como Misako Nakajima.
- Akira Emoto como Tamotsu Takasaki.
- Fujio Tsuneta como Jiro Nakajima.
- Show Aikawa como Yuji Nozawa.
- Ken Kobayashi como Masaki Saito.
- Sabu Kawahara como Seitaro Misato.
- Etsuko Ichihara como Fumie Hattori.
- Tomorowo Taguchi como Eiji Dojima.
- Chiho Terada como Emiko Yamashita.
- Teresa Saponangelo

## Premios y nominaciones
Festival Internacional de Cine de Cannes
| Año               | Categoría                                                          | Receptor       | Resultado |
| ----------------- | ------------------------------------------------------------------ | -------------- | --------- |
| 50° Festival 1997 | Palma de Oro a Mejor Película Ex aequo con El sabor de las cerezas | Shohei Imamura | Ganador   |

Premios Independent Spirit
| Año  | Categoría                          | Receptor       | Resultado |
| ---- | ---------------------------------- | -------------- | --------- |
| 1998 | Mejor Película de Habla no Inglesa | Shohei Imamura | Nominado  |

Premios de la Academia Japonesa (日本アカデミー賞)
| Año                   | Categoría                 | Receptor                                        | Resultado |
| --------------------- | ------------------------- | ----------------------------------------------- | --------- |
| 21° ceremonia de 1997 | Mejor Película del Año    | Mejor Película del Año                          | Nominado  |
| 21° ceremonia de 1997 | Mejor Director del Año    | Shohei Imamura                                  | Ganador   |
| 21° ceremonia de 1997 | Mejor Guion del Año       | Motofumi Tomikawa Daisuke Tengan Shohei Imamura | Nominados |
| 21° ceremonia de 1997 | Mejor Actor               | Kōji Yakusho                                    | Ganador   |
| 21° ceremonia de 1997 | Mejor Actriz              | Misa Shimizu                                    | Nominada  |
| 21° ceremonia de 1997 | Mejor Actor de Reparto    | Akira Emoto                                     | Nominado  |
| 21° ceremonia de 1997 | Mejor Actriz de Reparto   | Mitsuko Baishō                                  | Ganadora  |
| 21° ceremonia de 1997 | Mejor Actriz de Reparto   | Etsuko Ichihara                                 | Nominada  |
| 21° ceremonia de 1997 | Mejor Banda Sonora        | Shinichiro Ikebe                                | Nominado  |
| 21° ceremonia de 1997 | Mejor Fotografía          | Shigeru Komatsubara                             | Nominado  |
| 21° ceremonia de 1997 | Mejor Iluminación         | Yasuo Iwaki                                     | Nominado  |
| 21° ceremonia de 1997 | Mejor Dirección Artística | Hisao Inagaki                                   | Nominado  |
| 21° ceremonia de 1997 | Mejor Sonido              | Kenichi Benitani                                | Nominado  |
| 21° ceremonia de 1997 | Mejor Edición             | Hajime Okayasu                                  | Nominado  |

Concurso de Cine Mainichi
| Año  | Categoría               | Receptor         | Resultado |
| ---- | ----------------------- | ---------------- | --------- |
| 1997 | Mejor Director          | Shohei Imamura   | Ganador   |
| 1997 | Mejor Actor de Reparto  | Tomorowo Taguchi | Ganador   |
| 1997 | Mejor Actriz de Reparto | Mitsuko Baishō   | Ganadora  |

Premios Kinema Junpo
| Año  | Categoría               | Receptor       | Resultado |
| ---- | ----------------------- | -------------- | --------- |
| 1997 | Mejor Película          | Shohei Imamura | Ganador   |
| 1997 | Mejor Actor             | Kōji Yakusho   | Ganador   |
| 1997 | Mejor Actriz de Reparto | Mitsuko Baishō | Ganadora  |